# Hulcote, Bedfordshire
Hulcote är en by i civil parish Hulcote and Salford, i distriktet Central Bedfordshire, i grevskapet Bedfordshire i England. Byn är belägen 15 km från Bedford. Holcot var en civil parish fram till 1933 när blev den en del av Hulcote and Salford. Civil parish hade 39 invånare år 1931. Byn nämndes i Domedagsboken (Domesday Book) år 1086, och kallades då Holecote.